# Felix Radinger
Felix Radinger (ur. 12 lutego 1988 roku) – niemiecki zapaśnik walczący w stylu klasycznym. Piąty na mistrzostwach Europy w 2013 i 2014. Siódmy w Pucharze Świata w 2015. Dziewiąty na Uniwersjadzie w 2013.
Wicemistrz Niemiec w 2011, 2013, 2014 i 2017, a trzeci w 2010, 2012 i 2016 roku.